# Meidericher Spielverein Duisburg 2014-2015
Questa voce raccoglie le informazioni riguardanti il Meidericher Spielverein Duisburg nelle competizioni ufficiali della stagione 2014-2015.

## Stagione
Nella stagione 2014-2015 il Duisburg, allenato da Gino Lettieri, concluse il campionato di 3. Liga al 2º posto e fu promosso in 2. Bundesliga. In Coppa di Germania il Duisburg fu eliminato al secondo turno dal Colonia.

## Rosa
| N. |                                 | Ruolo | Calciatore          |
| -- | ------------------------------- | ----- | ------------------- |
| 1  | Germania (bandiera)             | P     | Michael Ratajczak   |
| 2  | Germania (bandiera)             | D     | Matthias Kühne      |
| 3  | Tunisia (bandiera)              | C     | Enis Hajri          |
| 4  | Germania (bandiera)             | D     | Christopher Schorch |
| 5  | Bosnia ed Erzegovina (bandiera) | D     | Branimir Bajić      |
| 6  | Germania (bandiera)             | C     | Martin Dausch       |
| 7  | Germania (bandiera)             | C     | Sascha Dum          |
| 8  | Germania (bandiera)             | C     | Deniz Aycicek       |
| 9  | Germania (bandiera)             | C     | Pierre De Wit       |
| 10 | Nigeria (bandiera)              | A     | Kingsley Onuegbu    |
| 11 | Germania (bandiera)             | C     | Michael Gardawski   |
| 13 | Bosnia ed Erzegovina (bandiera) | C     | Zlatko Janjić       |
| 14 | Germania (bandiera)             | C     | Tim Albutat         |
| 15 | Germania (bandiera)             | D     | Erik Wille          |
| 16 | Germania (bandiera)             | A     | Gökhan Lekesiz      |
| 17 | Germania (bandiera)             | D     | Kevin Wolze         |

| N. |                      | Ruolo | Calciatore          |
| -- | -------------------- | ----- | ------------------- |
| 18 | Germania (bandiera)  | D     | Barkin Cömert       |
| 19 | Germania (bandiera)  | C     | Nico Klotz          |
| 20 | Germania (bandiera)  | C     | Dennis Grote        |
| 21 | Venezuela (bandiera) | D     | Rolf Feltscher      |
| 22 | Germania (bandiera)  | P     | Maurice Schumacher  |
| 23 | Germania (bandiera)  | C     | Fabian Schnellhardt |
| 24 | Germania (bandiera)  | D     | Metin Kücükarslan   |
| 25 | Germania (bandiera)  | D     | Thomas Meißner      |
| 26 | Germania (bandiera)  | P     | Tom Gubini          |
| 27 | Germania (bandiera)  | C     | Babacar M'Bengue    |
| 28 | Germania (bandiera)  | C     | Steffen Bohl        |
| 30 | Germania (bandiera)  | P     | Marcel Lenz         |
| 31 | Germania (bandiera)  | C     | Marcel Stenzel      |
| 32 | Germania (bandiera)  | C     | Ahmet Engin         |
| 33 | Germania (bandiera)  | A     | Kevin Scheidhauer   |

## Organigramma societario
Area tecnica
- Allenatore: Gino Lettieri
- Allenatore in seconda: Daniel Felgenhauer
- Preparatore dei portieri: Sven Beuckert
- Preparatori atletici: Andreas Tappe

## Calciomercato

### Sessione estiva
| Acquisti | Acquisti            | Acquisti              | Acquisti |
| R.       | Nome                | da                    | Modalità |
| -------- | ------------------- | --------------------- | -------- |
| A        | Kevin Scheidhauer   | Wolfsburg             |          |
| C        | Enis Hajri          | Kaiserslautern        |          |
| C        | Tim Albutat         | Friburgo              |          |
| C        | Steffen Bohl        | Energie Cottbus       |          |
| D        | Barkin Cömert       | Duisburg II           |          |
| C        | Dennis Grote        | Preußen Münster       |          |
| P        | Tom Gubini          | Duisburg II           |          |
| C        | Zlatko Janjić       | Erzgebirge Aue        |          |
| C        | Nico Klotz          | Sandhausen            |          |
| D        | Thomas Meißner      | Borussia Dortmund II  |          |
| C        | Fabian Schnellhardt | Colonia               |          |
| D        | Christopher Schorch | Bochum II             |          |
| D        | Erik Wille          | Eintracht Francoforte |          |

| Cessioni | Cessioni             | Cessioni             | Cessioni |
| R.       | Nome                 | a                    | Modalità |
| -------- | -------------------- | -------------------- | -------- |
| D        | Markus Bollmann      | Wiedenbrück          |          |
| D        | Tobias Feisthammel   | Elversberg           |          |
| D        | Maximilian Güll      | Borussia Dortmund II |          |
| C        | Nikolas Ledgerwood   | Energie Cottbus      |          |
| D        | Phil Ofosu-Ayeh      | Aalen                |          |
| C        | Dominik Reinert      | RW Oberhausen        |          |
| A        | Julien Rybacki       | F. Düsseldorf II     |          |
| C        | Athanasios Tsourakis | Platanias            |          |
| A        | Gerrit Wegkamp       | Bayern Monaco II     |          |
| A        | Erdoğan Yeşilyurt    | Altınordu            |          |
| C        | Patrick Zoundi       | Saarbrücken          |          |

### Sessione invernale
| Acquisti | Acquisti      | Acquisti      | Acquisti |
| R.       | Nome          | da            | Modalità |
| -------- | ------------- | ------------- | -------- |
| C        | Martin Dausch | Union Berlino |          |

| Cessioni | Cessioni     | Cessioni      | Cessioni |
| R.       | Nome         | a             | Modalità |
| -------- | ------------ | ------------- | -------- |
| C        | Tanju Öztürk | Schalke 04 II |          |

## Risultati

### 3. Liga

#### Girone di andata
| Arbitro: | Petersen |

|                                      |           |                   |
| Trettenbach 5’ Schmid 14’ Aosman 80’ | Marcatori | 41’ (rig.) Janjić |

| Arbitro: | Badstübner |

|          |           |             |
| Grote 2’ | Marcatori | 11’ Senesie |

| Arbitro: | Koslowski |

|                            |           |                                        |
| Höler 67’, 85’ Klement 83’ | Marcatori | 3’ Klotz 5’ Janjić 61’ Wille 68’ Grote |

| Arbitro: | Göpferich |

|            |           |              |
| Janjić 49’ | Marcatori | 65’ Furuholm |

| Chemnitz 24 agosto 2014, ore 14:00 CEST 5ª giornata | Chemnitz | 0 – 0 referto | Duisburg | Stadion an der Gellertstraße (6 124 spett.)\| Arbitro: \| Heft \| |
| Arbitro:                                            | Heft     |               |          |                                                                   |

| Arbitro: | Aarnink |

|             |           |            |
| Onuegbu 25’ | Marcatori | 38’ Börner |

| Arbitro: | Schult |

|  |           |                   |
|  | Marcatori | 52’ (rig.) Janjić |

| Arbitro: | Kampka |

|                                   |           |  |
| Scheidhauer 44’ Dum 66’ Klotz 84’ | Marcatori |  |

| Arbitro: | Perl |

|                         |           |  |
| Gardawski 16’ Grote 48’ | Marcatori |  |

| Arbitro: | Siewer |

|           |           |            |
| Köpke 71’ | Marcatori | 90’ Janjić |

| Arbitro: | Mix |

|                            |           |           |
| Janjić 62’ Scheidhauer 66’ | Marcatori | 73’ Amini |

| Arbitro: | Wingenbach |

|              |           |                          |
| Weidlich 15’ | Marcatori | 54’ Wolze 69’, 90’ Klotz |

| Arbitro: | Huber |

|          |           |                 |
| Bohl 34’ | Marcatori | 64’ Kiesewetter |

| Arbitro: | Cortus |

|                                       |           |  |
| Mattuschka 59’ (rig.) Kleindienst 86’ | Marcatori |  |

| Duisburg 25 ottobre 2014, ore 14:00 CEST 15ª giornata | Duisburg | 0 – 0 referto | Dinamo Dresda | Schauinsland-Reisen-Arena (13 720 spett.)\| Arbitro: \| Schmidt \| |
| Arbitro:                                              | Schmidt  |               |               |                                                                    |

| Arbitro: | Kampka |

|                     |           |  |
| Bischoff 30’ (rig.) | Marcatori |  |

| Arbitro: | Reichel |

|                          |           |  |
| Janjić 77’ Gardawski 88’ | Marcatori |  |

| Arbitro: | Schwermer |

|                |           |  |
| Breitkreuz 87’ | Marcatori |  |

| Arbitro: | Ittrich |

|                                        |           |                         |
| Scheidhauer 18’ Onuegbu 76’ Janjić 89’ | Marcatori | 34’ Funk 80’ Vunguidica |

#### Girone di ritorno
| Arbitro: | Jöllenbeck |

|                           |           |  |
| Gardawski 12’ Onuegbu 48’ | Marcatori |  |

| Arbitro: | Huber |

|                  |           |            |
| Rizzi 17’ (rig.) | Marcatori | 26’ Janjić |

| Arbitro: | Koslowski |

|                   |           |             |
| Janjić 12’ (rig.) | Marcatori | 23’ Roßbach |

| Arbitro: | Brand |

|              |           |                              |
| Furuholm 90’ | Marcatori | 6’ (rig.) Janjić 90’ Onuegbu |

| Arbitro: | Treiber |

|                            |           |  |
| Grote 30’, 32’ Onuegbu 36’ | Marcatori |  |

| Arbitro: | Hartmann |

|                                   |           |                 |
| Ulm 43’ (rig.) Klos 49’, 76’, 79’ | Marcatori | 27’, 39’ Janjić |

| Arbitro: | Ittrich |

|                  |           |  |
| Onuegbu 17’, 83’ | Marcatori |  |

| Arbitro: | Gräfe |

|             |           |             |
| Álvarez 38’ | Marcatori | 60’ Onuegbu |

| Arbitro: | Perl |

|                                                         |           |                 |
| Badiane 18’ Braun-Schumacher 27’ Calamita 54’ Stein 57’ | Marcatori | 60’, 77’ Dausch |

| Arbitro: | Alt |

|                   |           |  |
| Janjić 57’ (rig.) | Marcatori |  |

| Arbitro: | Schult |

|           |           |                                         |
| Harder 9’ | Marcatori | 23’, 79’ Dausch 37’ Albutat 85’ Onuegbu |

| Arbitro: | Wingenbach |

|                        |           |                        |
| Dausch 42’ Onuegbu 50’ | Marcatori | 44’ Sburlea 55’ Savran |

| Arbitro: | Kempkes |

|                   |           |                             |
| Rausch 83’ (rig.) | Marcatori | 16’ (rig.) Janjić 28’ Klotz |

| Arbitro: | Aarnink |

|                                |           |                                  |
| Onuegbu 8’ Wolze 48’ Bajić 59’ | Marcatori | 31’ (rig.) Mattuschka 90’ Möhrle |

| Arbitro: | Schmidt |

|  |           |                               |
|  | Marcatori | 68’ Onuegbu 78’ (rig.) Janjić |

| Arbitro: | Siebert |

|                       |           |               |
| Grote 38’ Onuegbu 87’ | Marcatori | 90’ Heitmeier |

| Arbitro: | Willenborg |

|  |           |                        |
|  | Marcatori | 11’ Onuegbu 72’ Janjić |

| Arbitro: | Stieler |

|                              |           |           |
| Hajri 20’ Gardawski 21’, 27’ | Marcatori | 10’ Kegel |

| Arbitro: | Koslowski |

|                    |           |  |
| Schorch 12’ (aut.) | Marcatori |  |

### Coppa di Germania
| Arbitro: | Dingert |

|                   |           |  |
| Janjić 11’ (rig.) | Marcatori |  |

| Arbitro: | Sippel |

|                        |                      |                                |
| Grote Janjić Feltscher | Tiri di rigore 1 – 4 | Lehmann Vogt Wimmer Matuszczyk |

## Statistiche

### Statistiche di squadra
| Competizione      | Punti | In casa | In casa | In casa | In casa | In casa | In casa | In trasferta | In trasferta | In trasferta | In trasferta | In trasferta | In trasferta | Totale | Totale | Totale | Totale | Totale | Totale | DR  |
| Competizione      | Punti | G       | V       | N       | P       | Gf      | Gs      | G            | V            | N            | P            | Gf           | Gs           | G      | V      | N      | P      | Gf     | Gs     | DR  |
| ----------------- | ----- | ------- | ------- | ------- | ------- | ------- | ------- | ------------ | ------------ | ------------ | ------------ | ------------ | ------------ | ------ | ------ | ------ | ------ | ------ | ------ | --- |
| 3. Liga           | 71    | 19      | 12      | 7       | 0       | 35      | 14      | 19           | 8            | 4            | 7            | 28           | 26           | 38     | 20     | 11     | 7      | 63     | 40     | +23 |
| Coppa di Germania | -     | 2       | 1       | 1       | 0       | 1       | 0       | 0            | 0            | 0            | 0            | 0            | 0            | 2      | 1      | 1      | 0      | 1      | 0      | +1  |
| Totale            | 71    | 21      | 13      | 8       | 0       | 36      | 14      | 19           | 8            | 4            | 7            | 28           | 26           | 40     | 21     | 12     | 7      | 64     | 40     | +24 |

### Andamento in campionato
| Giornata  | 1  | 2  | 3  | 4  | 5  | 6  | 7 | 8 | 9 | 10 | 11 | 12 | 13 | 14 | 15 | 16 | 17 | 18 | 19 | 20 | 21 | 22 | 23 | 24 | 25 | 26 | 27 | 28 | 29 | 30 | 31 | 32 | 33 | 34 | 35 | 36 | 37 | 38 |
| --------- | -- | -- | -- | -- | -- | -- | - | - | - | -- | -- | -- | -- | -- | -- | -- | -- | -- | -- | -- | -- | -- | -- | -- | -- | -- | -- | -- | -- | -- | -- | -- | -- | -- | -- | -- | -- | -- |
| Luogo     | T  | C  | T  | C  | T  | C  | T | C | C | T  | C  | T  | C  | T  | C  | T  | C  | T  | C  | C  | T  | C  | T  | C  | T  | C  | T  | T  | C  | T  | C  | T  | C  | T  | C  | T  | C  | T  |
| Risultato | P  | N  | V  | N  | N  | N  | V | V | V | N  | V  | V  | N  | P  | N  | P  | V  | P  | V  | V  | N  | N  | V  | V  | P  | V  | N  | P  | V  | V  | N  | V  | V  | V  | V  | V  | V  | P  |
| Posizione | 17 | 17 | 12 | 10 | 11 | 14 | 8 | 6 | 4 | 4  | 5  | 2  | 5  | 7  | 6  | 8  | 5  | 10 | 4  | 3  | 4  | 6  | 4  | 3  | 5  | 3  | 3  | 6  | 4  | 3  | 4  | 3  | 3  | 3  | 2  | 2  | 2  | 2  |

Legenda:

Luogo: C = Casa; T = Trasferta. Risultato: V = Vittoria; N = Pareggio; P = Sconfitta.

### Statistiche dei giocatori
| Giocatore       | 3. Liga  | 3. Liga | 3. Liga     | 3. Liga    | Coppa di Germania | Coppa di Germania | Coppa di Germania | Coppa di Germania | Totale   | Totale | Totale      | Totale     |
| Giocatore       | Presenze | Reti    | Ammonizioni | Espulsioni | Presenze          | Reti              | Ammonizioni       | Espulsioni        | Presenze | Reti   | Ammonizioni | Espulsioni |
| --------------- | -------- | ------- | ----------- | ---------- | ----------------- | ----------------- | ----------------- | ----------------- | -------- | ------ | ----------- | ---------- |
| T. Albutat      | 33       | 1       | 10          | 0          | 2                 | 0                 | 1                 | 0                 | 35       | 1      | 11          | 0          |
| D. Aycicek      | 0        | 0       | 0           | 0          | 0                 | 0                 | 0                 | 0                 | 0        | 0      | 0           | 0          |
| B. Bajić        | 22       | 1       | 7           | 0          | 1                 | 0                 | 0                 | 0                 | 23       | 1      | 7           | 0          |
| S. Bohl         | 31       | 1       | 1           | 0          | 2                 | 0                 | 0                 | 0                 | 33       | 1      | 1           | 0          |
| B. Cömert       | 0        | 0       | 0           | 0          | 0                 | 0                 | 0                 | 0                 | 0        | 0      | 0           | 0          |
| M. Dausch       | 16       | 5       | 3           | 0          | 0                 | 0                 | 0                 | 0                 | 16       | 5      | 3           | 0          |
| P. De Wit       | 13       | 0       | 1           | 0          | 0                 | 0                 | 0                 | 0                 | 13       | 0      | 1           | 0          |
| S. Dum          | 16       | 1       | 5           | 0          | 1                 | 0                 | 1                 | 0                 | 17       | 1      | 6           | 0          |
| A. Engin        | 0        | 0       | 0           | 0          | 0                 | 0                 | 0                 | 0                 | 0        | 0      | 0           | 0          |
| R. Feltscher    | 26       | 0       | 3           | 0          | 1                 | 0                 | 0                 | 0                 | 27       | 0      | 3           | 0          |
| M. Gardawski    | 26       | 5       | 1           | 0          | 2                 | 0                 | 2                 | 0                 | 28       | 5      | 3           | 0          |
| D. Grote        | 35       | 6       | 5           | 0          | 2                 | 0                 | 0                 | 0                 | 37       | 6      | 5           | 0          |
| T. Gubini       | 0        | 0       | 0           | 0          | 0                 | 0                 | 0                 | 0                 | 0        | 0      | 0           | 0          |
| E. Hajri        | 27       | 1       | 11          | 0          | 1                 | 0                 | 0                 | 0                 | 28       | 1      | 11          | 0          |
| Z. Janjić       | 37       | 17      | 2           | 0          | 2                 | 1                 | 0                 | 0                 | 39       | 18     | 2           | 0          |
| N. Klotz        | 31       | 5       | 2           | 0          | 2                 | 0                 | 0                 | 0                 | 33       | 5      | 2           | 0          |
| M. Kücükarslan  | 0        | 0       | 0           | 0          | 0                 | 0                 | 0                 | 0                 | 0        | 0      | 0           | 0          |
| M. Kühne        | 14       | 0       | 3           | 0          | 0                 | 0                 | 0                 | 0                 | 14       | 0      | 3           | 0          |
| G. Lekesiz      | 3        | 0       | 0           | 0          | 0                 | 0                 | 0                 | 0                 | 3        | 0      | 0           | 0          |
| M. Lenz         | 2        | 0       | 0           | 0          | 0                 | 0                 | 0                 | 0                 | 2        | 0      | 0           | 0          |
| B. M'Bengue     | 0        | 0       | 0           | 0          | 0                 | 0                 | 0                 | 0                 | 0        | 0      | 0           | 0          |
| T. Meißner      | 33       | 0       | 7           | 0          | 2                 | 0                 | 1                 | 0                 | 35       | 0      | 8           | 0          |
| K. Onuegbu      | 34       | 14      | 0           | 0          | 2                 | 0                 | 1                 | 0                 | 36       | 14     | 1           | 0          |
| M. Ratajczak    | 36       | 0       | 0           | 1          | 2                 | 0                 | 0                 | 0                 | 38       | 0      | 0           | 1          |
| K. Scheidhauer  | 24       | 3       | 5           | 1          | 1                 | 0                 | 1                 | 0                 | 25       | 3      | 6           | 1          |
| F. Schnellhardt | 14       | 0       | 2           | 0          | 2                 | 0                 | 0                 | 0                 | 16       | 0      | 2           | 0          |
| C. Schorch      | 24       | 0       | 6           | 1          | 1                 | 0                 | 0                 | 0                 | 25       | 0      | 6           | 1          |
| M. Schumacher   | 0        | 0       | 0           | 0          | 0                 | 0                 | 0                 | 0                 | 0        | 0      | 0           | 0          |
| M. Stenzel      | 2        | 0       | 0           | 0          | 0                 | 0                 | 0                 | 0                 | 2        | 0      | 0           | 0          |
| E. Wille        | 3        | 1       | 0           | 0          | 1                 | 0                 | 0                 | 0                 | 4        | 1      | 0           | 0          |
| K. Wolze        | 30       | 2       | 8           | 1          | 1                 | 0                 | 1                 | 0                 | 31       | 2      | 9           | 1          |